# Новопросянское
Новопрося́нское (укр. Новопросянське; до 2016 г. — Комсомо́льское) — село, Просянский сельский совет, Нововодолажский район, Харьковская область, Украина.
Код КОАТУУ — 6324284003. Население по переписи 2001 года составляет 118 (56/62 м/ж) человек.

## Географическое положение
Село Новопросянское находится на расстоянии в 1,5 км от пгт Новая Водолага и примыкает к селу Просяное.
Через село проходит автомобильная дорога М-18 (E 105), рядом проходит автомобильная дорога Р-51.
К селу примыкает лесной массив (дуб).

## Экономика
- Молочно-товарная ферма.